# Liste der Baudenkmale in Söhlde
In der Liste der Baudenkmale in Söhlde sind alle Baudenkmale der niedersächsischen Gemeinde Söhlde aufgelistet. Die Quelle der Baudenkmale ist der Denkmalatlas Niedersachsen. Der Stand der Liste ist der 29. Juli 2020.

## Allgemein
In den Spalten befinden sich folgende Informationen:
- Lage: die Adresse des Baudenkmales und die geographischen Koordinaten. Kartenansicht, um Koordinaten zu setzen. In der Kartenansicht sind Baudenkmale ohne Koordinaten mit einem roten Marker dargestellt und können in der Karte gesetzt werden. Baudenkmale ohne Bild sind mit einem blauen Marker gekennzeichnet, Baudenkmale mit Bild mit einem grünen Marker.
- Bezeichnung: Bezeichnung des Baudenkmales
- Beschreibung: die Beschreibung des Baudenkmales. Unter § 3 Abs. 2 NDSchG werden Einzeldenkmale und unter § 3 Abs. 3 NDSchG Gruppen baulicher Anlagen und deren Bestandteile ausgewiesen.
- ID: die Objekt-ID des Baudenkmales
- Bild: ein Bild des Baudenkmales, ggf. zusätzlich mit einem Link zu weiteren Fotos des Baudenkmals im Medienarchiv Wikimedia Commons. Wenn man auf das Kamerasymbol klickt, können Fotos zu Baudenkmalen aus dieser Liste hochgeladen werden:

## Söhlde

### Gruppe: Evangelische Kirche, ehemaliges Pfarrhaus, Martin-Luther-Straße
Die Gruppe „Evangelische Kirche, ehemaliges Pfarrhaus, Martin-Luther-Straße“ hat die ID 34458942.

| Lage                                                | Bezeichnung  | Beschreibung | ID       | Bild |
| --------------------------------------------------- | ------------ | --- | -------- | ---- |
| Martin-Luther-Straße 1 52° 11′ 13″ N, 10° 14′ 0″ O  | Kirche       | Die evangelische Martin-Luther-Kirche ist ein barocker Sallbau. Der Westturm stammt aus dem Jahr 1840. Die Kirche wurde im neuromanischen Stil bis 1893 im Osten erweitert. Die Ausstattung im Stil der Neuromanik ist teilweise erhalten geblieben. | 34540060 | BW   |
| Martin-Luther-Straße 1 52° 11′ 14″ N, 10° 13′ 59″ O | Pfarrhaus    | | 34540111 | BW   |
| Martin-Luther-Straße 1 52° 11′ 12″ N, 10° 13′ 59″ O | Kirchhof     | | 34540088 | BW   |
| Martin-Luther-Straße 1 52° 11′ 14″ N, 10° 13′ 56″ O | Staketenzaun | | 34540759 | BW   |

### Gruppe: Hofanlage Bockmühlenstraße 6
Die Gruppe „Hofanlage Bockmühlenstraße 6“ hat die ID 34459774.

| Lage                                            | Bezeichnung   | Beschreibung | ID       | Bild |
| ----------------------------------------------- | ------------- | ------------ | -------- | ---- |
| Bockmühlenstraße 6 52° 11′ 7″ N, 10° 13′ 47″ O  | Wohnhaus      |              | 34539978 | BW   |
| Bockmühlenstraße 6A 52° 11′ 8″ N, 10° 13′ 46″ O | Stall         |              | 34540661 | BW   |
| Bockmühlenstraße 6 52° 11′ 7″ N, 10° 13′ 45″ O  | [[Scheune\|]] |              | 34540633 | BW   |

### Gruppe: Söhlde, Kreide- und Gipsmühlen
Die Gruppe „Söhlde, Kreide- und Gipsmühlen“ hat die ID 34457651.

| Lage                                  | Bezeichnung | Beschreibung | ID       | Bild |
| ------------------------------------- | ----------- | ------------ | -------- | ---- |
| Am Berge 52° 10′ 51″ N, 10° 13′ 53″ O | Steinbruch  |              | 34540343 | BW   |

### Einzelbaudenkmale
| Lage                                                         | Bezeichnung     | Beschreibung                                           | ID       | Bild           |
| ------------------------------------------------------------ | --------------- | ------------------------------------------------------ | -------- | -------------- |
| Im Hamburg 4 52° 11′ 23″ N, 10° 14′ 6″ O                     | Wohnhaus        |                                                        | 34540038 | BW             |
| Bürgermeister Burgdorf Straße 7 52° 11′ 22″ N, 10° 13′ 28″ O | Windmühle       | In der Patentmühle befindet sich heute das Standesamt. | 34540008 | Weitere Bilder |
| Im Westerbach 52° 11′ 7″ N, 10° 13′ 29″ O                    | Windmühle       | Die Mühle wird Kreidemühle genannt.                    | 34540392 |                |
| Im Westerbach 52° 11′ 9″ N, 10° 13′ 36″ O                    | Windmühle       |                                                        | 34540368 | BW             |
| Wolfenbütteler Straße 1 52° 11′ 9″ N, 10° 13′ 55″ O          | Saalbau         |                                                        | 34540134 | BW             |
| Am alten Schießstand 52° 11′ 37″ N, 10° 14′ 6″ O             | Trockenschuppen |                                                        | 34540319 | BW             |

## Bettrum

### Einzelbaudenkmale
| Lage                                          | Bezeichnung | Beschreibung | ID       | Bild |
| --------------------------------------------- | ----------- | ------------ | -------- | ---- |
| Breite Straße 7 52° 10′ 39″ N, 10° 10′ 7″ O   | Kirche      |              | 34539141 | BW   |
| Breite Straße 7 52° 10′ 38″ N, 10° 10′ 5″ O   | Friedhof    |              | 34539162 | BW   |
| Breite Straße 5 52° 10′ 38″ N, 10° 10′ 9″ O   | Scheune     |              | 34540782 | BW   |
| Breite Straße 1a 52° 10′ 37″ N, 10° 10′ 11″ O | Wohnhaus    |              | 34539100 | BW   |

## Groß Himstedt

### Einzelbaudenkmale
| Lage                                      | Bezeichnung    | Beschreibung         | ID       | Bild |
| ----------------------------------------- | -------------- | -------------------- | -------- | ---- |
| Dorfstraße 1 52° 11′ 17″ N, 10° 11′ 57″ O | Kirche         | Kirche Groß Himstedt | 34539264 |      |
| Dorfstraße 1 52° 11′ 15″ N, 10° 11′ 58″ O | Pfarrhaus      |                      | 34539285 | BW   |
| Welle 52° 11′ 13″ N, 10° 12′ 6″ O         | Kriegerdenkmal |                      | 34539323 | BW   |
| Welle 7 52° 11′ 12″ N, 10° 12′ 5″ O       | Wohnhaus       |                      | 34539344 | BW   |
| Südstraße 8 52° 11′ 10″ N, 10° 12′ 12″ O  | Wohnhaus       |                      | 34539303 | BW   |

## Hoheneggelsen

### Gruppe: Evangelische Kirche, Gedenkstätte, Am Messeberg
Die Gruppe „Evangelische Kirche, Gedenkstätte, Am Messeberg“ hat die ID 34458957.

| Lage                                            | Bezeichnung    | Beschreibung | ID       | Bild           |
| ----------------------------------------------- | -------------- | ------------ | -------- | -------------- |
| Bettrumer Straße 4 52° 12′ 30″ N, 10° 10′ 28″ O | Kirche         |              | 34539513 | Weitere Bilder |
| Bettrumer Straße 4 52° 12′ 29″ N, 10° 10′ 27″ O | Friedhof       |              | 34539536 | BW             |
| Bettrumer Straße 2 52° 12′ 32″ N, 10° 10′ 29″ O | Küsterhaus     |              | 34539491 | BW             |
| Am Messeberg 52° 12′ 31″ N, 10° 10′ 27″ O       | Kriegerdenkmal |              | 34539364 | BW             |
| Am Messeberg 52° 12′ 30″ N, 10° 10′ 25″ O       | Kriegerdenkmal |              | 34539387 | BW             |

### Einzelbaudenkmale
| Lage                                                  | Bezeichnung             | Beschreibung | ID       | Bild           |
| ----------------------------------------------------- | ----------------------- | ------------ | -------- | -------------- |
| Am Messeberg 6 52° 12′ 24″ N, 10° 10′ 24″ O           | Wohnhaus mit Stallanbau |              | 34539410 | BW             |
| Hauptstraße 28 52° 12′ 30″ N, 10° 10′ 46″ O           | Wohnhaus                |              | 34539580 | BW             |
| Grebstrasse 14 52° 12′ 30″ N, 10° 11′ 8″ O            | Wohnhaus                |              | 34539559 | BW             |
| An der Matthiaskirche 22 52° 12′ 30″ N, 10° 11′ 10″ O | Kirche                  |              | 34539450 | Weitere Bilder |
| Am Zenterberge 2 52° 12′ 31″ N, 10° 11′ 15″ O         | Wohnhaus                |              | 34539430 | BW             |

## Klein Himstedt

### Einzelbaudenkmale
| Lage                                       | Bezeichnung | Beschreibung          | ID       | Bild |
| ------------------------------------------ | ----------- | --------------------- | -------- | ---- |
| Am Heerberg 4 52° 11′ 1″ N, 10° 11′ 23″ O  | Kirche      | Kirche Klein Himstedt | 34539627 |      |
| Landstraße 15 52° 10′ 55″ N, 10° 11′ 30″ O | Wohnhaus    |                       | 34539688 | BW   |

## Mölme

### Einzelbaudenkmale
| Lage                                      | Bezeichnung | Beschreibung | ID       | Bild |
| ----------------------------------------- | ----------- | ------------ | -------- | ---- |
| Kohlengasse 3 52° 12′ 59″ N, 10° 9′ 39″ O | Kirche      |              | 34539751 | BW   |

## Nettlingen

### Einzeldenkmale
| Lage                                              | Bezeichnung    | Beschreibung              | ID       | Bild           |
| ------------------------------------------------- | -------------- | ------------------------- | -------- | -------------- |
| Marienburger Straße 52° 9′ 39″ N, 10° 9′ 25″ O    | Kirche         |                           | 34539896 | Weitere Bilder |
| Marienburger Straße 52° 9′ 40″ N, 10° 9′ 25″ O    | Friedhof       |                           | 34539917 | BW             |
| Marienburger Straße 52° 9′ 41″ N, 10° 9′ 24″ O    | Kriegerdenkmal | 1870/71, 1914/18, 1939/45 | 34539875 | BW             |
| Marienburger Straße 33 52° 9′ 43″ N, 10° 9′ 23″ O | Nebengebäude   |                           | 34539937 | BW             |
| Am Park 4 52° 9′ 44″ N, 10° 9′ 22″ O              | Wohnhaus       |                           | 34539793 | BW             |
| Kornstraße 22 52° 9′ 37″ N, 10° 9′ 34″ O          | Wassermühle    |                           | 34539855 | BW             |
| 52° 10′ 0″ N, 10° 8′ 47″ O                        | Wohnhaus       |                           | 34539814 | BW             |

## Steinbrück

### Gruppe: Burg Steinbrück, mit Kehrwiederkirche
Die Gruppe „Burg Steinbrück, mit Kehrwiederkirche“ hat die ID 34458957.

| Lage                                                 | Bezeichnung | Beschreibung | ID       | Bild |
| ---------------------------------------------------- | ----------- | ------------ | -------- | ---- |
| Jürgen-Wullenweber-Weg 31 52° 13′ 6″ N, 10° 13′ 2″ O | Kirche      |              | 34540200 | BW   |
| Jürgen-Wullenweber-Weg 31 52° 13′ 6″ N, 10° 13′ 5″ O | Palas       |              | 34540269 | BW   |
| Jürgen-Wullenweber-Weg 31 52° 13′ 5″ N, 10° 13′ 6″ O | Bergfried   |              | 34540246 | BW   |
| Jürgen-Wullenweber-Weg 31 52° 13′ 5″ N, 10° 13′ 6″ O | Pforthaus   |              | 34540223 | BW   |
| Jürgen-Wullenweber-Weg 31 52° 13′ 4″ N, 10° 13′ 6″ O | Torhaus     |              | 41427094 | BW   |
| Jürgen-Wullenweber-Weg 31 52° 13′ 4″ N, 10° 13′ 3″ O | Wallgraben  |              | 34540294 | BW   |

### Einzeldenkmale
| Lage                                    | Bezeichnung | Beschreibung                        | ID       | Bild |
| --------------------------------------- | ----------- | ----------------------------------- | -------- | ---- |
| Burgstraße 52° 12′ 59″ N, 10° 13′ 5″ O  | Bildstock   |                                     | 34540179 | BW   |
| Marienweg 52° 12′ 57″ N, 10° 13′ 7″ O   | Kirche      | Kirche Mariä Himmelfahrt Steinbrück | 34540435 |      |
| Marienweg 52° 12′ 56″ N, 10° 13′ 9″ O   | Friedhof    |                                     | 34540809 | BW   |
| Marienweg 9 52° 12′ 56″ N, 10° 13′ 0″ O | Wohnhaus    |                                     | 34540457 | BW   |